# 인터넷 익스플로러 1
인터넷 익스플로러 1.0은 1995년 8월 16일에 마이크로소프트에서 출시하였다. 이것은 마이크로소프트가 라이센스한 "모자이크 스파이글래스"를 수정한 버전이며, 윈도우 95용 마이크로소프트 플러스!로 배포되었다.
인터넷 익스플로러 1.5는 1995년 11월에 Windows NT용으로 출시되었으며, 기본 표 렌더링 지원이 강화되었다. 따로 업그레이드되지는 않았지만 버전 1.5는 플러스 버전이 아닌 오리지널 윈도우 95에서도 설치할 수 있었다.
2001년 12월 31일부터 윈도우 1.0, 윈도우 2.0, 윈도우 2.1x, 윈도우 3.0, 윈도우 3.1x, 윈도우 NT 3.1, 윈도우 NT 3.5, 윈도우 NT 3.51, 윈도우 95, 인터넷 익스플로러 2와 동시에 지원이 종료되었다.

## 같이 보기
- 인터넷 익스플로러